# Deux-Montagnes (ancienne circonscription fédérale)
Pour les articles homonymes, voir Deux-Montagnes (homonymie).
Deux-Montagnes fut une circonscription électorale fédérale de la région des Laurentides au Québec. Elle fut représentée de 1867 à 1917.
C'est l'Acte de l'Amérique du Nord britannique de 1867 qui créa ce qui fut appelé le district électoral de Deux-Montagnes. Abolie en 1914, elle fusionna avec la circonscription de Laval pour former la circonscription de Laval—Deux-Montagnes.

## Géographie
En 1867, la circonscription de Deux-Montagnes fut bornée à l'est par Terrebonne et au sud par la rivière des Outaouais et le lac des Deux Montagnes.
La circonscription comprenait:
- Les paroisses de Saint-Placide, Saint-Hermas, Saint-Colomban, Saint-Eustache, Saint-Augustin, Saint-Benoît, Sainte-Scholastique, Saint-Joseph et Saint-Canut
- Une partie de la paroisse de Saint-Jérôme
- Le canton de Gore

## Députés
1. 1867-1872 — Jean-Baptiste Daoust, Conservateur
2. 1872-1875 — Wilfrid Prévost, Libéral
3. 1875¹-1876 — Charles-Auguste-Maximilien Globensky, Indépendant
4. 1876¹-1891 — Jean-Baptiste Daoust, Conservateur (2)
5. 1892¹-1896 — Joseph Girouard, Conservateur
6. 1896-1917 — Joseph Arthur Calixte Éthier, Libéral

¹ = Élections partielles